# Bienvenue chez Joe
Vous lisez un « bon article » labellisé en 2013.
Pour plus de détails, voir Fiche technique et Distribution.
Bienvenue chez Joe, également connue sous les titres Joe's Apartment ou L'Appartement de Joe, est une comédie américaine réalisée par John Payson et sortie en 1996.
Ce film est connu pour être la première production de MTV Films, filiale de la société MTV Networks, gérant la chaîne de télévision MTV. C'est aussi la première des deux productions communes entre MTV Films et Geffen Pictures.
Le film est tiré d'un court métrage, Joe's Apartment, également réalisé par John Payson et diffusé pour la première fois sur MTV en 1992. L'histoire est celle de Joe, un jeune homme naïf, qui arrive de l'Iowa pour s'installer dans la ville de New York. Par un concours de circonstances, il s'installe dans un appartement insalubre qui se révèle être habité par une colonie de cafards.
Le film est un échec à la fois critique et public ; il ne remporte qu'un peu plus de quatre millions de dollars alors qu'il a coûté treize millions à la production. Le film est vu comme une analyse corrosive de la vie new-yorkaise ainsi qu'un désenchantement du rêve américain. Malgré cet accueil globalement décevant, le film reçoit quelques récompenses, saluant notamment le travail d'animation des cafards effectué par les Blue Sky Studios de Chris Wedge.

## Synopsis

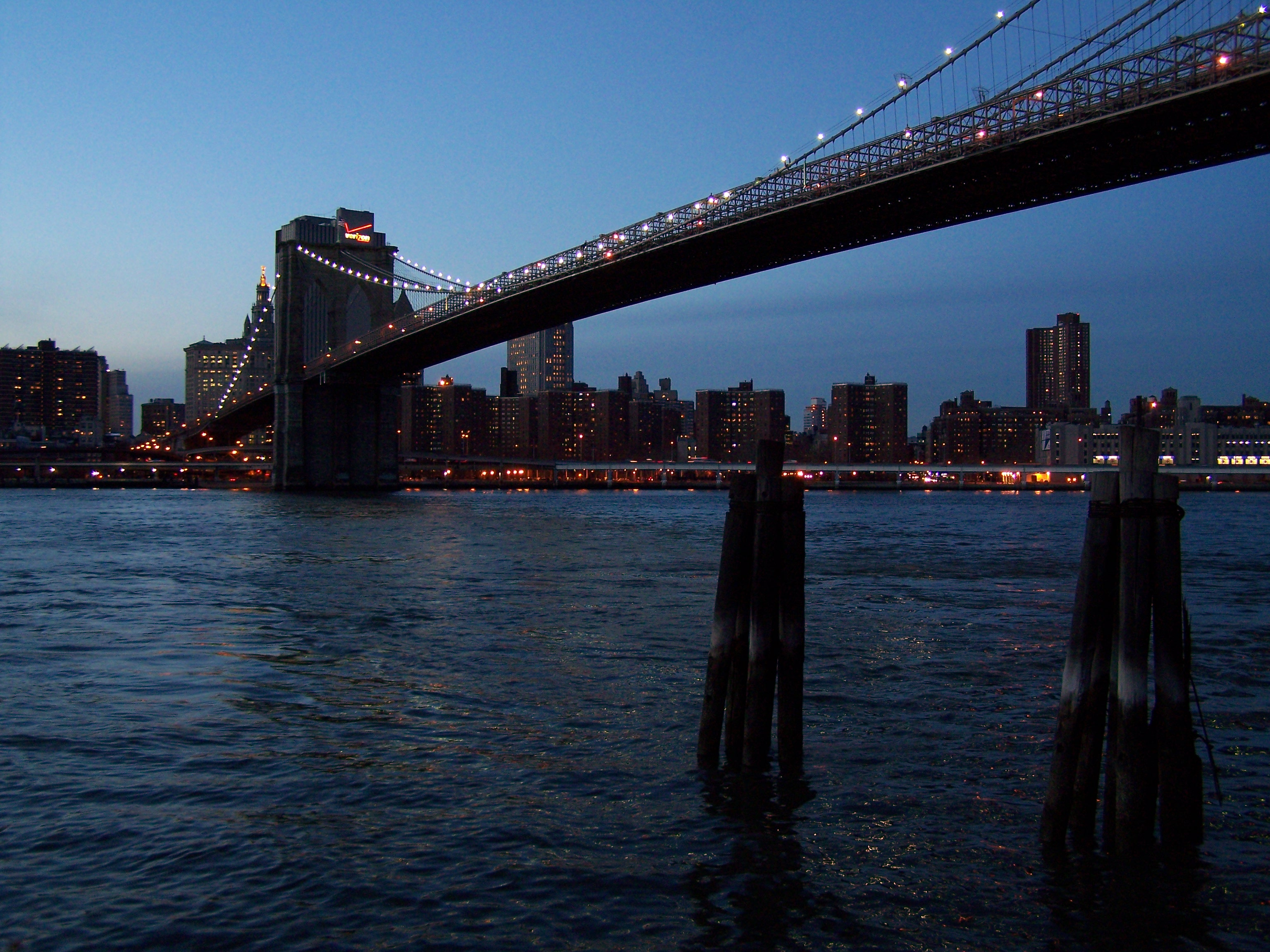
Vue sur le quartier de l'East River, où habite le personnage de Joe.

Joe vient de terminer ses études à l'université de l'Iowa. Diplômé, il décide de s'installer à New York et d'y trouver un travail. Néanmoins, il a des difficultés à s'adapter à cette ville et n'arrive pas à trouver un appartement. Il rencontre Alex Crément, un musicien, qui lui conseille de se faire passer pour le fils de la dernière locataire d'un logement insalubre, qui vient de mourir. Il hérite alors d'un appartement, en plein milieu d'East River. Joe ne remarque pas que ce lieu est infesté par une colonie de cafards, menée par Ralph et Rodney.
Même si Joe est aux anges, il se voit confronter à des adversaires. En effet, le sénateur Dougherty désire raser l'immeuble de Joe, pour pouvoir y construire une prison fédérale de haute sécurité. Il avait chargé le propriétaire Alberto Bianco et ses neveux Vlad et Jesus de convaincre les locataires de quitter les lieux ; ce qu'ils arrivent à faire par la force. Une nuit, alors que Vlad et Jesus s'infiltrent chez Joe pour se débarrasser du nouveau venu, les cafards décident d'aider le jeune homme et font fuir les deux intrus. Joe fait alors la connaissance d'une véritable armée d'insectes qui parlent, chantent et dansent. Entre-temps, Joe rencontre une jeune fille, Lily Dougherty, la fille du sénateur, et en tombe amoureux.
Joe réussit à trouver du travail mais à chaque fois, il est renvoyé à cause de la présence envahissante des cafards. Il obtient finalement un emploi stable : il est chargé de remplacer les blocs désodorisant du Yankee Stadium. Il perd néanmoins son travail après le rachat de la société. Alex Crément propose à Joe d'être le nouveau batteur de son groupe nommé « Shit ». En collant des affiches du groupe, il rencontre Lily, qui elle, tente de promouvoir son projet de construction d'un parc, à l'endroit même où Joe habite. Joe et Lily se rapprochent alors et il l'invite à venir voir son concert. Toutefois, Joe se ridiculise en public, n'ayant jamais touché à une batterie de sa vie.
Plus tard dans la soirée, Joe invite Lily chez lui et prévient les cafards en leur demandant de disparaître juste le temps d'une nuit. Malgré cet avertissement, les insectes tentent d'aider Joe mais ils font fuir Lily. En colère, Joe essaie de chasser les cafards de son appartement, mais il est maîtrisé par les bestioles, qui le ligotent au sol. Alors que les cafards sont sur le point de réduire au silence le locataire, car ils estiment lui avoir révélé trop de choses, Vlad et Jesus provoquent un incendie dans l'appartement, ce qui éloigne les cafards. Joe parvient à s'extraire du bâtiment en feu. Il est néanmoins mis à terre par les malfrats, et laissé inconscient.
Ralph et Rodney retrouvent Joe, toujours inconscient, et décident de se faire pardonner. Ils falsifient des papiers, affirmant qu'Alberto Bianco cède le terrain à Joe. Ils décident ensuite de recréer le jardin de Lily, détruit par les neveux du mafieux. En voyant le travail réalisé, le sénateur Dougherty abandonne le projet de prison et Joe donne l'acte de propriété du terrain à Lily. N'ayant plus de logement, Joe emménage chez la fille du sénateur. Il avoue son amour pour elle et remercie Ralph pour tout ce que lui et ses amis ont accompli. Le film se conclut par l'arrivée des cafards dans l'appartement de Lily.

## Fiche technique
- Titres français : 
  - Joe's Apartment (premier titre, encore utilisé)
  - Bienvenue chez Joe (deuxième titre)
- Titre original : Joe's Apartment
- Réalisation : John Payson
- Scénario : John Payson, d'après son propre court métrage Joe's Apartment (1992)
- Musique :
  - Composition : Carter Burwell
  - Paroles : Kevin Weist et John Payson
  - Composition et interprétation du Love Theme : Moby
  - Composition et interprétation de Dreams of the Funky Towel : De La Soul
- Photographie : Peter Deming
- Direction artistique : Ed Check
- Costumes : Stephanie Maslansky
- Décors : Carol Spier
- Montage : Peter C. Frank
- Animation :
  - Direction de l'animation : Chris Wedge
  - Superviseur des séquences par ordinateur : Jan Carlee
  - Animateurs : Peter Carisi-de Lappe, David Figliola, Steve Talkowski et Voltaire
  - Animation en volume : Marc Lougee
  - Animateur-éditeur : Tim Nordquist
- Effets spéciaux :
  - Supervision des effets spéciaux : Sam Richards
  - Supervision des effets visuels : Randall Balsmeyer
  - Réalisation technique : Chris Trimble (de Blue Sky Studios) et Rhett Collier
  - Artiste-chef des effets : John Siczewicz (de Blue Sky Studios)
  - Production des effets spéciaux : Nina Rappaport
  - Production des effets visuels : Michael Turoff
- Production : Bonni Lee et Diana Phillips
  - Production exécutive : Griffin Dunne, Judy McGrath et Abby Terkuhle
- Sociétés de production : Geffen Pictures, MTV Films et Warner Bros.
- Sociétés de distribution : Geffen Pictures
- Pays de production :  États-Unis
- Langue originale : anglais
- Genres : comédie, film musical
- Format : couleurs - Format d'imageL1,85:1 - 35mm - Dolby Digital / SDDS
- Durée : 80 minutes
- Classification :
  - États-Unis : PG-13 (accord parental recommandé / film déconseillé aux moins de 13 ans) pour cause d'« humour grossier et [d']une brève référence à la drogue »[2]
  - France : tous publics[3]
- Dates de sortie :
  - États-Unis : 26 juillet 1996
  - Australie : 28 novembre 1996
  - France : juin 1997 (Festival d'Annecy[4]) ; 13 juillet 1997 (sortie nationale)
- Dates de sortie en vidéo :
  - Japon : 1er janvier 1997
  - France : 3 septembre 1997 (VHS)[5], 19 juillet 2006 (DVD)
  - États-Unis : 30 mars 1999

Sauf mention contraire, les informations de cette section proviennent de l'Internet Movie Database. 

## Distribution

### Interprètes
- Jerry O'Connell (VF: Thierry Wermuth) : Joe
- Megan Ward (VF: Sybille Tureau) : Lily Dougherty
- Jim Turner : Alex Crément (Walter Shit dans la version originale)
- Sandra Denton : Blank
- Robert Vaughn : le sénateur Dougherty
- Don Ho : Alberto Bianco
- Shiek Mahmud-Bey : Vladimir « Vlad » Bianco
- Jim Sterling : Jesus Bianco
- David Huddleston : P. I. Smith
- Rose Kimmel : Madame Grotowski
- Moby : le DJ du club (caméo)

### Doublage
- Billy West : Ralph Roach
- Reginald Hudlin : Rodney Roach
- Jim Turner : voix d'un cafard
- Jim Sterling : voix d'un cafard
- Rick Aviles : voix d'un cafard
- Vebe Borge : voix d'un cafard
- Dave Chappelle : voix d'un cafard
- Godfrey : voix d'un cafard
- Kenan Moran : voix d'un cafard
- Jennie Moreau : voix d'un cafard

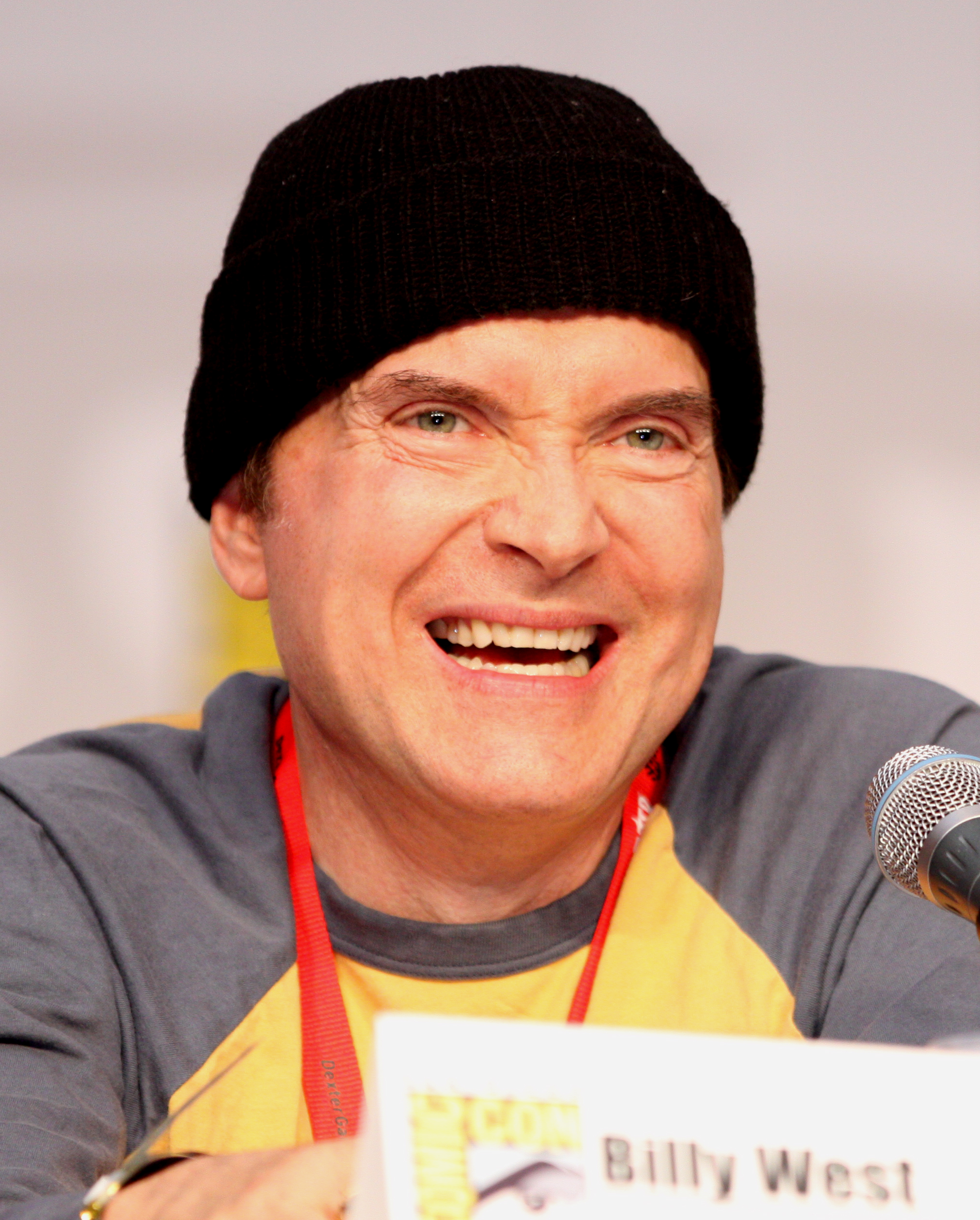
Billy West (ici en 2010) incarne Ralph, un des leaders des cafards.

- Tim Blake Nelson : voix d'un cafard
- Mark Rosenthal : voix d'un cafard
- James Stauffer : voix d'un cafard
- John Tereile : voix d'un cafard
- Kevin Weist : voix d'un cafard
- Geoffrey Whelan : voix d'un cafard
- B. D. Wong : voix d'un cafard
- Tawatha Agee : cafard choriste
- Sean Altman : cafard choriste
- Don Blackman : cafard choriste
- Carter Burwell : cafard choriste
- Barry Carl : cafard choriste
- Regina Cooper : cafard choriste
- Babi Floyd : cafard choriste
- Elliott Kerman : cafard choriste
- Scott Leonard : cafard choriste
- Melvern Mackell : cafard choriste
- Mark Palermo : cafard choriste
- Billy Straus : cafard choriste
- Jeff Thacher : cafard choriste
- J. C. White : cafard choriste
- Tyrita White : cafard choriste
- Wayne Wilkins : cafard choriste
- Michael Winther : cafard choriste
- Carol Woods : cafard choriste

Sauf mention contraire, les informations de cette section proviennent de l'Internet Movie Database. 

## Production

### Genèse et développement
En 1992, la chaîne de télévision américaine MTV diffuse un court métrage intitulé Joe's Apt., abréviation de Joe's Apartment,,. Il est réalisé et écrit par John Payson, alors directeur de la promotion des programmes de la chaîne, qui s'inspire d'un film japonais, sorti en 1987, intitulé ゴキブリたちの黄昏 (Gokiburi-tachi no Tasogare), qui est traduit en anglais Twilight of the Cockroaches. Joe's Apt. met en scène le personnage de Joe, joué par Mark Rosenthal, qui vit dans un appartement négligé, avec des cafards dotés de parole. Le casting du film est complété par Arija Bareikis, qui joue la fille que Joe tente de séduire.
Produit par Christina Norman et durant environ trois minutes, le court métrage obtient un certain succès. Joe's Apt. remporte d'ailleurs en 1993 le prix du meilleur programme spécial de format court (Short-Form Programming Special) aux CableACE Awards, une cérémonie de récompenses pour la télévision aujourd'hui disparue,. À la suite de cela, la même année, Payson se lance dans l'écriture d'une adaptation en long métrage pour le cinéma, après avoir eu l'autorisation de Geffen Pictures et MTV Films pour le projet,. Lorsqu'il commence l'écriture du scénario, Payson réfléchit à plusieurs idées nouvelles, comme les cafards rencontrant le chat de la voisine ou encore la mère de Joe lui rendant visite. Il passe un an à écrire son scénario de long métrage.

### Tournage

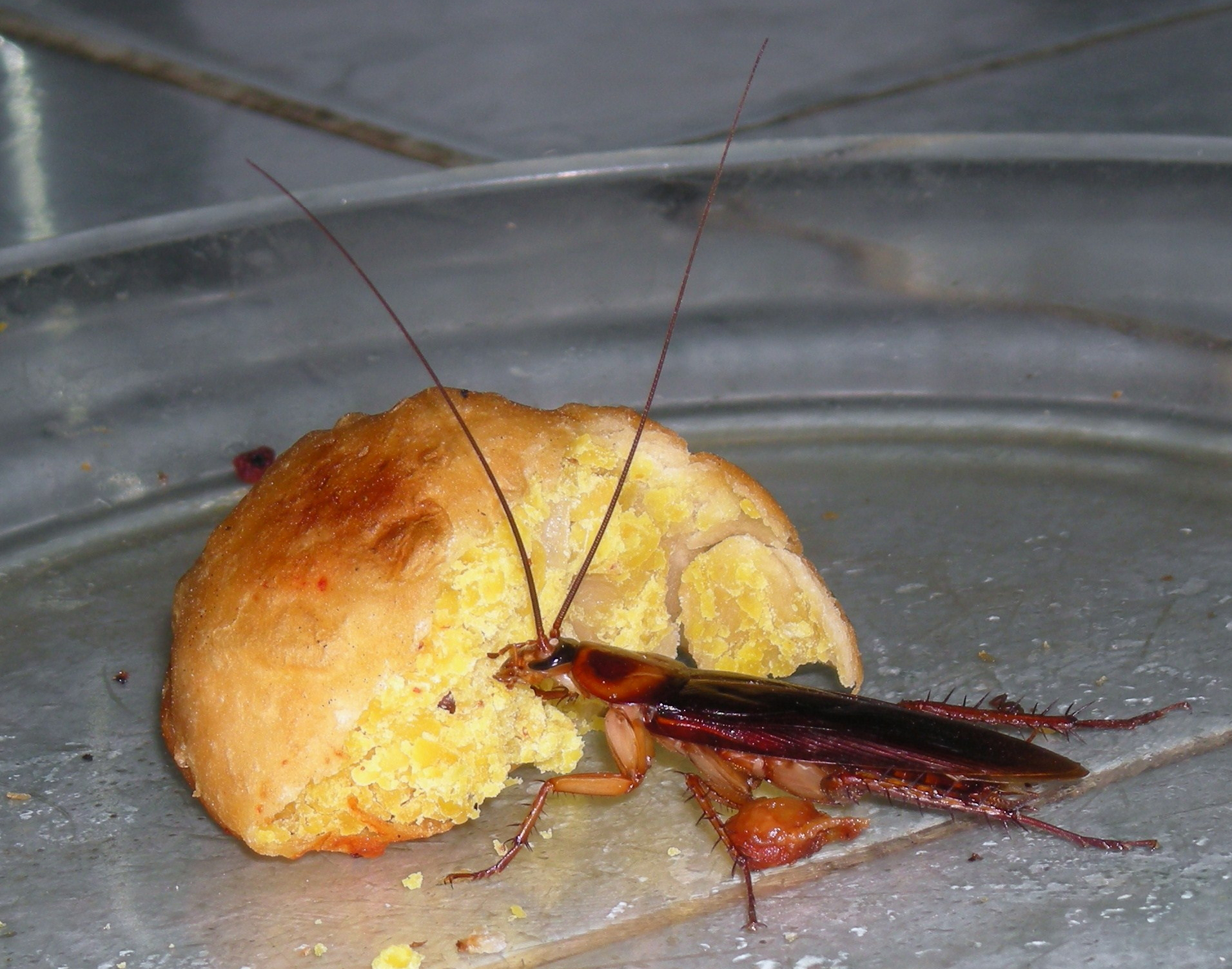
Malgré l'utilisation majoritaire de techniques d'animation par ordinateur, de véritables cafards ont été utilisés pour le film.

L'animation des cafards et les prises de vues ont nécessité un an de travail. Le tournage des scènes de l'appartement, avec Jerry O'Connell et plus occasionnellement Megan Ward, durent sept semaines, dans un appartement recréé, délibérément sale et négligé. Après quelques jours, l'odeur et la saleté commencent à se faire sentir sur le plateau. O'Connell, de nature très propre, a eu quelques problèmes à s'habituer à son personnage, ne devant pas se raser ni même se laver.
Le chanteur hawaïen Don Ho est appelé personnellement par le réalisateur John Payson, qui lui envoie une copie de son court métrage et propose de participer au projet, ce que Ho accepte, obtenant le rôle d'Alberto Bianco après avoir envoyé une vidéo d'audition. Le chanteur effectue alors ses débuts au cinéma ; il passe deux semaines sur le tournage et loge au Plaza Hotel.
Pour la production du film, Payson obtient un budget de treize millions de dollars. Les cafards occupent une place importante dans le film. L'acteur Jerry O'Connell avoue que ces insectes « sont les vedettes du film ». La grande majorité des cafards visibles dans le film est créée par ordinateur, grâce aux travaux des Blue Sky Studios,. Un programme d'animation est mis au point par la société, permettant de reproduire un grand nombre de cafards et de contrôler leurs mouvements. Ce travail est effectué par quatorze animateurs, dirigé par Chris Wedge, et se basant sur les storyboards de John Payson et Dan Shefelman,.
Le film a cependant utilisé près de cinq mille cafards vivants, deux cents représentations en caoutchouc ainsi que douze marionnettes. Un entomologiste de vingt ans, Ray Mendez, participe au tournage, en apportant une grande quantité de cafards, dont il chorégraphie les déplacements,. Mendez achète les cafards à une entreprise de pesticide qui se sert de ces bestioles pour tester leurs produits. D'autres animaux participent au tournage, notamment un chat et un poisson rouge ainsi que des répliques en caoutchouc. Certaines scènes obligent les interprètes à être mis en relation avec les insectes vivants, notamment Jerry O'Connell, qui met deux cafards dans sa bouche pour une prise avant de les recracher, ou encore lorsque son personnage livre une pizza recouverte de cafards. John Payson salue le travail d’O'Connell, avouant qu'il fait deux scènes « merveilleuses » et exprime une profonde gratitude envers Ray Mendez. Megan Ward refuse quant à elle de jouer des scènes avec des cafards vivants et c'est une doublure qui effectue les scènes où le personnage de Lily est en relation avec eux,.
Dès la fin du tournage, une action est lancée, orchestrée par Ray Mendez, pour adopter les cafards ayant servi pour le film. En effet, Mendez ne veut pas ramener les insectes à l'entreprise de pesticide, sachant très bien qu'ils serviront encore de cobayes. Certains cafards sont adoptés par des membres de l'équipe du tournage. La majorité a été donnée à des zoos ou des expositions vivantes. Pour la promotion du film, MTV diffuse un making-of du tournage, divisé en deux parties.

### Musique

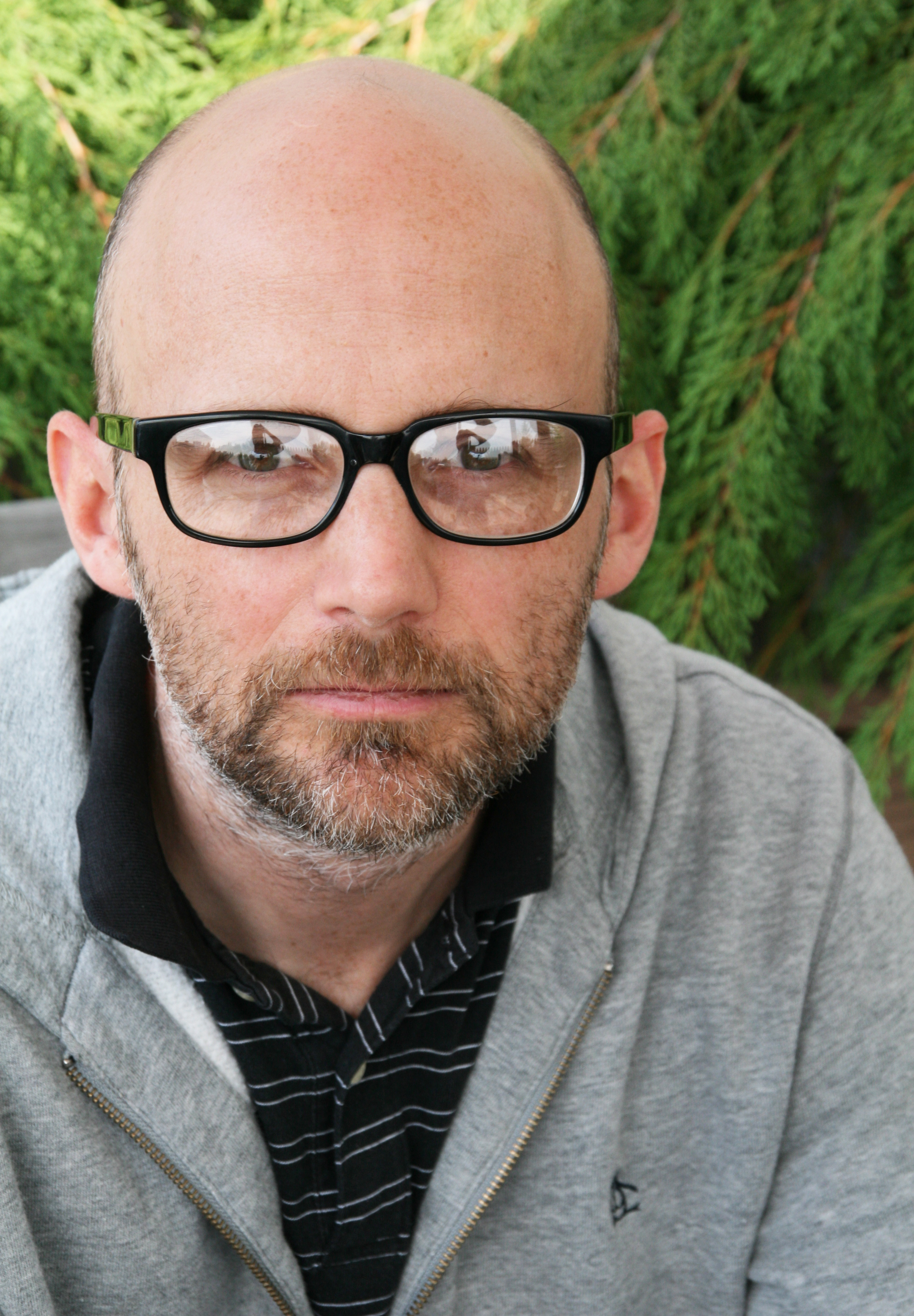
Moby (ici en 2009) a composé et interprété le titre Love Theme, que l'on retrouve sur son album I Like to Score.

La bande originale du film est composée par Carter Burwell. Dans le film, les cafards sont dotés de parole et sont capables de chanter. Ces personnages chantent ainsi six chansons, dont les paroles sont coécrites par John Payson et Kevin Weist,. Pour l'interprétation de ces chansons, un groupe de voix, appelé le Roach Chorus (Chœur de cafard), est formé pour l'occasion, réunissant quelques personnalités de la culture musicale américaine, notamment quelques membres de Rockapella, groupe de chanteurs a cappella. Les chansons sont :
- Joe's Apartment Theme : cette chanson ouvre le film et présente un regard décalé sur la vie des cafards à New York ainsi que dans l'appartement de Joe.
- Garbage in the Moonlight : après la rencontre entre Joe et les cafards, ces derniers lui interprètent une chanson pour lui prouver qu'ils parlent ; cette chanson est un hymne à l'amour entre un cafard et une blatte.
- Cat Rodeo : chanson country des cafards, encourageant Rodney, qui fait un rodéo sur un chat.
- Funky Towel : pendant l'absence de Joe, les cafards s'amusent dans les toilettes de l'appartement; ils y interprètent même un ballet aquatique dans la cuvette des toilettes.
- Sewer Surfin : étant en possession d'un acte de propriété pour Joe, les cafards traversent les égouts, utilisant le décret comme planche de surf.
- Hold My Feeler : chanson interprétée après l'arrivée des cafards dans l'appartement de Lily ; les cafards, sur un fond de musique gospel, chantent des louanges au dieu des cafards.

Aucune bande originale du film ne sort et une seule des chansons des cafards, Joe's Apartment Theme, est produite par un label, Concord Records, du fait de la présence de Mel Tormé, qui en interprète les premières paroles.
Deux autres titres écrits spécialement pour le film n'ont pas été composés par Carter Burwell. La chanson Dreams of the Funky Towel est écrite et interprétée par le groupe De La Soul,. D'autre part, Moby a composé et interprété le Love Theme, titre qui est présent sur son album I Like to Score, où l'artiste a compilé plusieurs musiques qu'il a écrites pour des films.

## Accueil

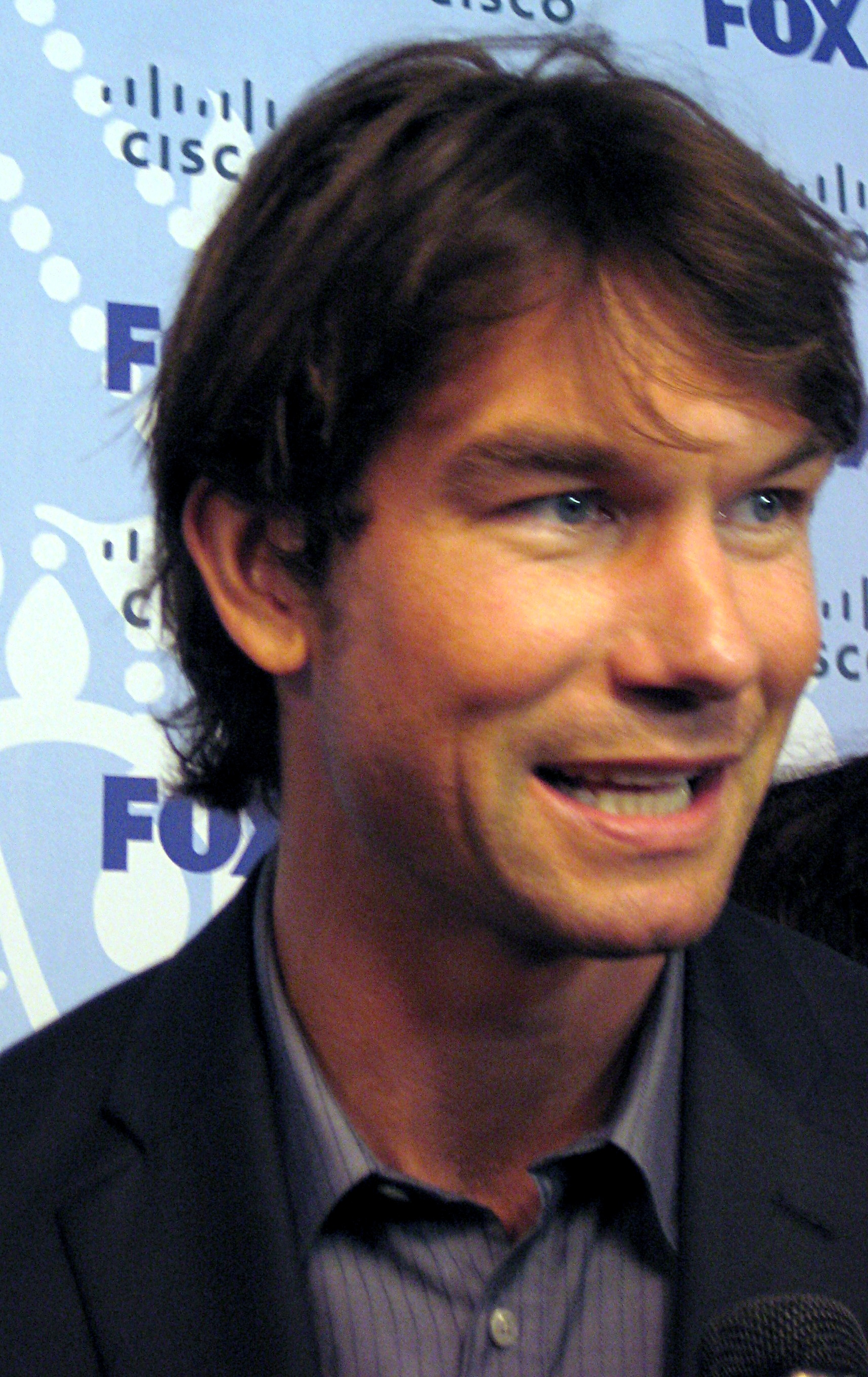
Jerry O'Connell, ici en 2008, joue son premier rôle comme personnage principal au cinéma dans Bienvenue chez Joe

La sortie officielle du film a lieu le 26 juillet 1996 aux États-Unis dans 1 512 salles de cinéma,. Joe's Apartment connaît un démarrage poussif, entrant à la quinzième place du classement des sorties ainsi qu'à la cinquième place du classement des nouveautés. Le film récolte, après trois jours, 1 854 490 dollars. Après une semaine, il perd une place et se retrouve à la seizième place du box-office hebdomadaire américain avec 2 983 444 dollars. En un peu moins de trois semaines, le film récolte 4 365 692 dollars et disparaît du classement principal. Finalement, Joe's Apartment reste à l'affiche durant cinq semaines et rapporte 4 619 014 dollars. Le film est exporté dans quelques pays comme en Australie ou en Pologne mais il sort directement en vidéo dans la majorité des autres pays, dont en France. Pour MTV Films et Geffen Pictures, le film n'est pas rentable et provoque la perte de plus de huit millions de dollars.
Bienvenue chez Joe est mal accueilli par la grande majorité des critiques cinématographiques. Le site Rotten Tomatoes comptabilise 19 % de critiques positives, sur la base de vingt-sept critiques. Roger Ebert, du Chicago Sun-Times, n'apprécie pas le film, qualifiant le long métrage de « très mauvaise comédie ». Il ne supporte pas la présence des cafards, qu'il juge « insupportable [avec leurs] petites voix de canalisation [comme si] les chipmunks avaient respiré de l'hélium ». James Berardinelli avoue que le début du film marche bien mais qu'il perd de son intérêt, lors de la seconde partie du film, du fait de la surexposition des cafards. Le critique pense que les numéros de chant et de danse des cafards servent à « pousser l'intrigue boiteuse vers sa conclusion ». Baradinelli attribue une note moyenne. Quant à Andy Seiler, du quotidien USA Today, il va plus loin en écrivant que la technologie n'avait pas donné un résultat « aussi désastreux depuis le Hindenburg ».
Du côté des critiques positives, Lisa Schwarzbaum de Entertainment Weekly se laisse entraîner par la bonne humeur du film et le note « B+ ». MaryAnn Johanson définit le film comme « un des plus mignons qu['elle] ai jamais vu » même si elle avoue le côté « stupide » mais où le but est de « tout simplement s'amuser ».
Du fait de sa non-sortie en France, les critiques françaises sur le film sont rares. Michel Roudevitch, dans Libération, évoque brièvement le film dans son compte-rendu du Festival d'Annecy en 1997, parlant d'« un minuscule galetas envahi par des gugusses microcosmiques en goguette animés image par image, peu ou prou computérisés ». Un membre de la rédaction du site Écran large ne développe aucun avis sur le film mais lui donne une note de 3 sur 5. Le film se construit toutefois une réputation de film culte, lors de son passage sur les écrans de télévision ainsi que sur le marché du DVD,.
Le 30 mars 1999, le film sort en DVD, aux États-Unis, dans le catalogue de Warner Bros. Cinq ans plus tard, il est édité dans un coffret avec un autre film, Caddyshack II, toujours édité par la Warner en DVD. Enfin, le film bénéficie d'une seconde édition le 24 juillet 2006. En France, le film sort pour la première fois en DVD le 19 juillet 2006.

## Distinctions
Bienvenue chez Joe est récompensé lors de divers festivals de cinéma, grâce à son travail d'animation des cafards. Il est présenté lors du Festival international du film d'animation d'Ottawa, du 2 au 6 octobre 1996, où le film est récompensé de la meilleure scène d'animation de moins de dix minutes, pour la scène de la Funky Towel (« serviette funky ») où les cafards entreprennent un ballet dans les toilettes de l'appartement de Joe. La récompense est décernée à Chris Wedge,. En 1997, le film remporte le prix de la meilleure utilisation des techniques d'animation comme effets spéciaux, lors de la World Animation Celebration, toujours pour la scène de la Funky Towel. L'ensemble des Blue Sky Studios remporte la récompense. Enfin, la comédie de John Payson fait sensation lors du Festival Imagina de 1997 où il remporte trois récompenses, à savoir meilleur film, meilleur scénario et meilleur effets spéciaux,,. Le film de John Payson fait même partie de la sélection officielle du Festival international du film d'animation d'Annecy 1997 dans la catégorie long-métrage mais ne remporte pas le Cristal du long métrage, décerné à James et la Pêche géante.
| Cérémonie ou festival                                    | Catégorie ou section | Personnalité(s) nommée(s)           | Résultat       |
| -------------------------------------------------------- | --- | ----------------------------------- | -------------- |
| Festival international du film d'animation d'Ottawa 1996 | Meilleure scène d'animation de moins de dix minutes (Best Production Under 10 Minutes in Length)                                                  | Chris Wedge                         | Lauréat        |
| World Animation Celebration 1997                         | Meilleure utilisation des techniques d'animation comme effets spéciaux dans un film (Best Use of Animation as a Special Effect in a Feature Film) | Chris Wedge et les Blue Sky Studios | Lauréat        |
| Festival Imagina 1997                                    | Grand Prix Imagina 1997 | John Payson et Chris Wedge          | Lauréat        |
| Festival Imagina 1997                                    | Meilleurs effets spéciaux | John Payson et Chris Wedge          | Lauréat        |
| Festival Imagina 1997                                    | Prix International du scénario de la SACD | John Payson et Chris Wedge          | Lauréat        |
| Festival international du film d'animation d'Annecy 1997 | Cristal du long métrage | John Payson                         | En compétition |

## Analyse
Bienvenue chez Joe est considéré comme une comédie satirique de la vie new-yorkaise, notamment des quartiers défavorisés, ainsi que des comportements humains,,. Dès le début du film, le personnage de Joe, ne connaissant pas cette atmosphère, se heurte à la violence et au caractère impitoyable de cette grande ville. Le réalisateur John Payson montre une image peu attirante de la ville américaine, visant à désenchanter le rêve américain, en proposant un constat peu réjouissant,. Néanmoins, le réalisateur, qui vivait dans le quartier d'East Village lorsque le film est tourné, porte à croire que les meilleures choses sortent des décombres, comme nous montre la fin du film, avec le jardin de Lily reconstruit après avoir été rasé. Un des points sur lequel le film insiste est que l'amitié et la compassion que Joe ne trouve pas, dans son univers, il la trouve chez des cafards, considérés comme répugnants par les humains. Payson tente alors de montrer le point de vue du cafard, insecte détesté, sur la vie des humains, notamment par le début du film où un cafard chante en haut de la statue de la Liberté. L'insecte est alors montré comme le plus civilisé des êtres civilisés. John R. Dilworth analyse le film, en partant d'un constat, qui est que les gens préfèrent « vivre avec cette sorte de violence ou d'inhumanité [qu'] avec des cafards dans [la] maison ».
Les cafards sont aussi représentés comme des « avatars des humains » selon Dilworth. À un moment, les cafards regardent une émission appelé Les vies alternatives de Charlie Cafard (Alternative Life with Charlie Roach dans la version originale) où un cafard présente un débat télévisé entre un écureuil, un rat et un pigeon, qui se termine en bagarre générale. Une scène montre ces mêmes insectes en train de regarder un film pornographique, joué par des cafards,.
Enfin, le film se permet quelques clins d'œil à d'autres œuvres littéraires et cinématographiques. Lorsque Joe tente de se débarrasser des cafards, il est habillé dans une tenue faisant penser au personnage de John Rambo, muni de plusieurs armes contre les insectes,. Dans la scène suivante, il est maîtrisé et ligoté au sol par les cafards, hommage aux célèbres Voyages de Gulliver, durant lequel Lemuel Gulliver est attaché au sol par des Lilliputiens.